# Градски тамбурашки оркестар Бања Лука
Градски тамбурашки оркестар Бања Лука је тамбурашки оркестар у Бањалуци, највећем граду Републике Српске. Сједиште оркестра је у Бањој Луци, улица Саве Ковачевића.

## Историја
Градски тамбурашки оркестар Бања Лука основан је 4. марта 2001. године. Оркестар ради на аматерским основама. Чланство у оркестру је слободно и отворено. Чланство у извођачком ансамблу се стиче преласком млађих чланова из школе тамбуре или након положене аудиције. Чланство у ансамблу ветерана се стиче преласком из извођачког ансамбла или приступом нових чланова, који су се некада бавили тамбурашком музиком у неком другом организационом облику или индивидуално. Сви чланови су уредно заведени у Матичну књигу.
Основни вид припремања за јавне наступе јесу пробе оркестра, које се редовно одржавају два пута седмично, под стручним руководством умјетничког руководиоца — диригента.

## Љетња школа тамбуре
Градски тамбурашки оркестар Бања Лука током јула мјесеца, сваке године организује љетњу школу тамбуре, коју похађају ученици од петог до осмог разреда основне школе, са територије Републике Српске и Федерације БиХ.